# Harald Hansens Palæ
Harald Hansens Palæ er et lille palæ på Sankt Annæ Plads 17 i København opført 1868. Bygningen blev opført for grosserer Alfred Hansen, som imidlertid kun ejede det indtil 1873, da han arvede A.N. Hansens Palæ i Bredgade efter faderen A.N. Hansen. Broderen, grosserer Harald Hansen overtog derfor bygningen på Sankt Annæ Plads og ejede den til sin død 1902. Hans enke, Anna Georgiana Cécile Hansen, født de Dompierre de Jonquières (1847-1941), datter af kontorchef Godefroi Chrétien de Dompierre de Jonquières, boede dernæst i hele 23 år efter mandens død som enke i palæet og havde samtidig en sommervilla. I 1933 solgte hun palæet til lensgrevinde Lillie Suzanne Raben-Levetzau, født Moulton, som var enke efter lensgreve Frederik Raben-Levetzau, hvorefter palæet blev vinterbolig for slægten Raben-Levetzau på Aalholm. Hendes søn, baron Johan Otto Raben-Levetzau, var fra 1946 næste beboer i palæet. Efter hans død i 1992 blev familiens ejendomme solgt.
Palæet er et sjældent eksempel på nygotik anvendt til beboelsesbygninger i København. Bygningen er i tre etager og afsluttes af et valmtag med gavlkvist. Facaden er pudset og præges af detaljer, som er hentet fra Tudorstilen, bl.a. de flade gotiske buer og de snoede søjler omkring det centrale trefagsvindue.
Der er tvivl om ophavsmanden til huset. Palæet tilskrives i Weilbachs Kunstnerleksikon både Johan Schrøder og C.V. Nielsen. I 1887 blev der tilføjet et 4-etagers sidehus.
Bygningen har høj bevaringsværdi (3 på SAVE-skalaen), men er ikke fredet.